# 세계 게이트볼 연맹
세계 게이트볼 연맹(World Gateball Union, WGU)은 게이트볼 종목을 총괄하는 국제 스포츠 행정 기구이다.

## 회원국
| 국가           | 협회                         | 코드 | 대륙       | 설립   | 가맹   | 비고 |
| -------------- | ---------------------------- | ---- | ---------- | ------ | ------ | ---- |
| 대한민국       | 대한게이트볼협회             | KOR  | 아시아     | 1991년 | 1985년 |      |
| 마카오         | 중국 마카오 게이트볼 협회    | MAC  | 아시아     |        | 2004년 |      |
| 미국           | 미국 게이트볼 연맹           | USA  | 아메리카   |        | 1985년 |      |
| 브라질         | 브라질 게이트볼 연맹         | BRA  | 아메리카   |        | 1985년 |      |
| 스위스         | 스위스 게이트볼 협회         | SUI  | 유럽       |        | 2017년 |      |
| 아르헨티나     | 아르헨티나 게이트볼 협회     | ARG  | 아메리카   |        | 1989년 |      |
| 오스트레일리아 | 오스트레일리아 게이트볼 연맹 | AUS  | 오세아니아 |        | 2003년 |      |
| 인도네시아     | 인도네시아 게이트볼 협회     | INA  | 아시아     |        | 1985년 |      |
| 일본           | 일본 게이트볼 연맹           | JPN  | 아시아     |        | 1985년 |      |
| 중화 타이베이  | 중화 타이베이 게이트볼 협회  | TPE  | 아시아     |        | 1985년 |      |
| 중화인민공화국 | 중국 게이트볼 협회           | CHN  | 아시아     |        | 1985년 |      |
| 캐나다         | 캐나다 게이트볼 연맹         | CAN  | 아메리카   |        | 1989년 |      |
| 파라과이       | 파라과이 게이트볼 협회       | PAR  | 아메리카   |        | 1987년 |      |
| 페루           | 페루 게이트볼 협회           | PER  | 아메리카   |        | 1987년 |      |
| 필리핀         | 필리핀 게이트볼 연맹         | PHI  | 아시아     |        | 2012년 |      |
| 홍콩           | 중국 홍콩 게이트볼 협회      | HKG  | 아시아     |        | 1998년 |      |

## 참고 문헌
- “Members of WGU”. 세계 게이트볼 연맹.

## 같이 보기
- 게이트볼
- 아시아 게이트볼 연맹